# Guattari-Höhle

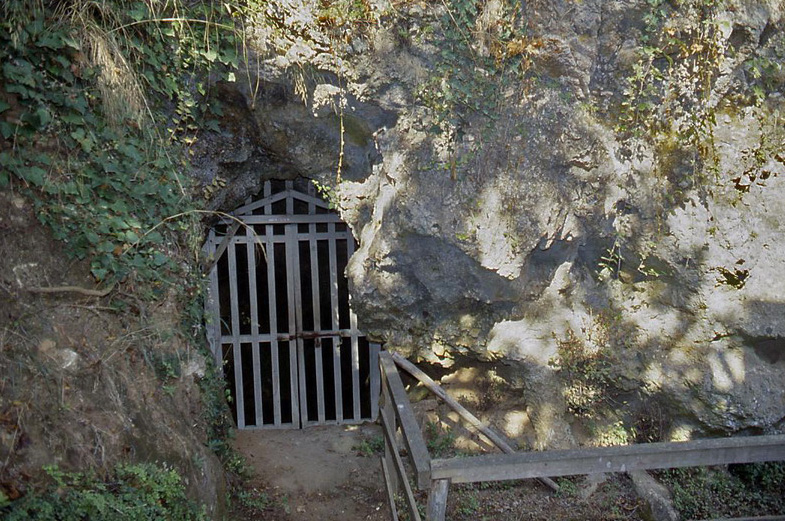
Eingang der Höhle

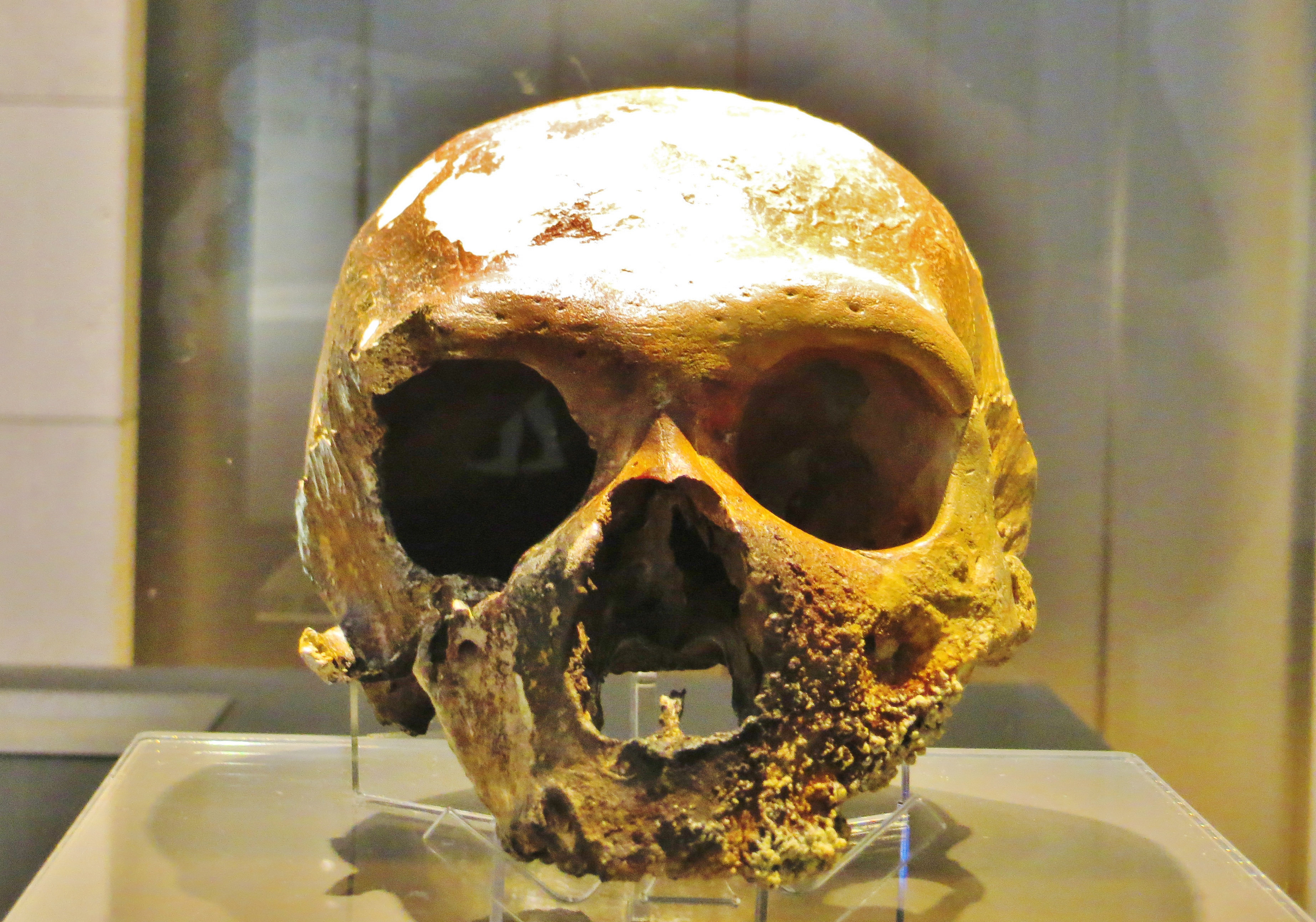
Neandertaler-Fund Guattari 1 aus dem Jahr 1939

Die Guattari-Höhle ist eine paläoanthropologische und archäologische Fundstätte in der Gemeinde San Felice Circeo an der Küste der Provinz Latina in Italien. Der Name der Höhle bezieht sich auf A. Guattari, den Eigentümer des Geländes, auf dem im Februar 1939 bei Bauarbeiten der Eingang zur Höhle entdeckt wurde. Unter Leitung des Geologen und Paläontologen Alberto Carlo Blanc (1906–1960) wurde die Höhle umgehend erkundet und bereits vor seiner Ankunft in San Felice Circeo geborgene hominine Fossilien für eine wissenschaftliche Analyse durch Sergio Sergi (1878–1972) gesichert. Bei den Fossilfunden handelte es sich um den vollständig erhaltenen Schädel eines Neandertalers (Bezeichnung damals: Circeo 1) sowie einen teilweise erhaltenen Neandertaler-Unterkiefer. Im August 1950 wurde von Antonio Ascenzi und Giovanni Lacchei im Außenbereich der Höhle in einer Brekzienhalde ein zweites Unterkieferfragment entdeckt. Ferner wurden Steinwerkzeuge aus der Epoche des Moustérien entdeckt, die der Kultur des Neandertalers zugeschrieben werden. Seit 2019 wird die Höhle wieder erforscht. Im Jahr 2021 wurden dabei die Überreste von neun Neandertalern aus ganz unterschiedlichen Epochen entdeckt. Am Monte Circeo liegt auch der Abri Riparo Blanco. 

## Forschung
Die Höhle wurde bis Anfang der 1950er-Jahre erforscht und danach erst wieder seit 2019. Zeitweise wurden Beschädigungen des Schädels im Bereich des Foramen magnum als Hinweis auf einen kannibalistischen Ritus interpretiert. In den 1980er-Jahren ergaben erneute Untersuchungen jedoch, dass die Beschädigungen vermutlich durch Bisse pleistozäner Tüpfelhyänen (sog. Höhlenhyänen) entstanden sind.
Mittels Uran-Thorium-Datierung und ESR-Datierung wurde für die Fundstelle der 1939 und 1950 geborgenen Fossilien (Sammlungsnummern Guattari 1, 2, 3, vormals Circeo I, II, III) ein Alter von 51.000 Jahren bestimmt.
Im Mai 2021 berichtete das italienische Kulturministerium, in einem zuvor noch nicht erschlossenen Bereich der Höhle seien Forscher neben zahlreichen anderen Tier- und Pflanzenfossilien auf die Überreste von insgesamt neun Neandertalern gestoßen: von sieben Männern, einer Frau und einem männlichen Jugendlichen oder Kind. Erhalten geblieben sind „Schädelkappen, gebrochene Kieferknochen, zwei Zähne, ein Teil eines Daumenknochens der rechten Hand und Dutzende kleinere Splitter.“ Eine vorläufige Datierung ergab dem Bericht zufolge, dass diese Neandertaler aus unterschiedlichen Epochen stammen; sie seien zwischen 50.000 und 68.000 Jahren alt, einer der Toten sei möglicherweise sogar rund 100.000 Jahre alt.
Den Befunden zufolge wurden die Körper oder Körperteile der Neandertaler vermutlich von Hyänen in die Höhle geschleppt. Zu einem bislang nicht genau datierten Zeitpunkt sei der Zugang zu dem neu erschlossenen Höhlenbereich – möglicherweise durch ein Erdbeben – verschüttet worden, so dass man heute einen seit mehreren zehntausend Jahren ungestörten Zustand des Höhlenbodens untersuchen kann.

## Belege
1. ↑  Eintrag Grotta Guattari in Bernard Wood (Hrsg.): Wiley-Blackwell Encyclopedia of Human Evolution. 2 Bände. Wiley-Blackwell, Chichester u. a. 2011, ISBN 978-1-4051-5510-6.
2. ↑  Valentina Giuffra et al.: Antonio Ascenzi (1915–2000), a Pathologist devoted to Anthropology and Paleopathology. In: Pathologica. Band 102, 2010, S. 1–5.
3. ↑  Mariella Taschini: L’industrie lithique de Grotta Guattari au Mont Circé (Latium): définition culturelle, typologique et chronologique du Pontinieni. In: Quaternaria Roma. Band 21, 1979, S. 179–247.
4. ↑  These Neanderthals Weren’t Cannibals, So Who Ate Them? Stone Age Hyenas. (Memento vom 8. Mai 2021 im Internet Archive). Im Original erschienen auf nytimes.com vom 8. Mai 2021.
5. ↑  Nicholas Toth und Tim White: Assessing the ritual cannibalism hypothesis at Grotta Guattari. In: Quaternaria Nova. Band 1, 1990, S. 213–222.
6. ↑   Tim White und Nicholas Toth: The Question of Ritual Cannibalism at Grotta Guattari. In: Current Anthropology. Band 32, Nr. 2, 1991, S. 118–138, doi:10.1086/203931.
7. ↑  Proposal for a New Denomination of the Monte Circeo Fossil Hominids. In: Quarternaria Nova. Band 1, 1990/91, S. 47–48, doi:10.1080/11287462.1994.10800918.
8. ↑  Henry P. Schwarcz et al.: On the reexamination of Grotta Guattari: uranium-series and election-spinresonance dates. In: Current Anthropology. Band 32, Nr. 3, 1991, S. 313–316, doi:10.1086/203959.
9. ↑  Neandertaler waren Beute für diese Tiere. Auf: sueddeutsche.de vom 10. Mai 2021.
10. ↑  Neun Neandertaler aus Mittelitalien. Auf: spektrum.de vom 10. Mai 2021.
11. ↑  Remains of nine Neanderthals found in cave south of Rome. Auf: theguardian.com vom 8. Mai 2021.

Koordinaten: 41° 14′ 0″ N, 13° 5′ 0″ O